# 越前鐵道

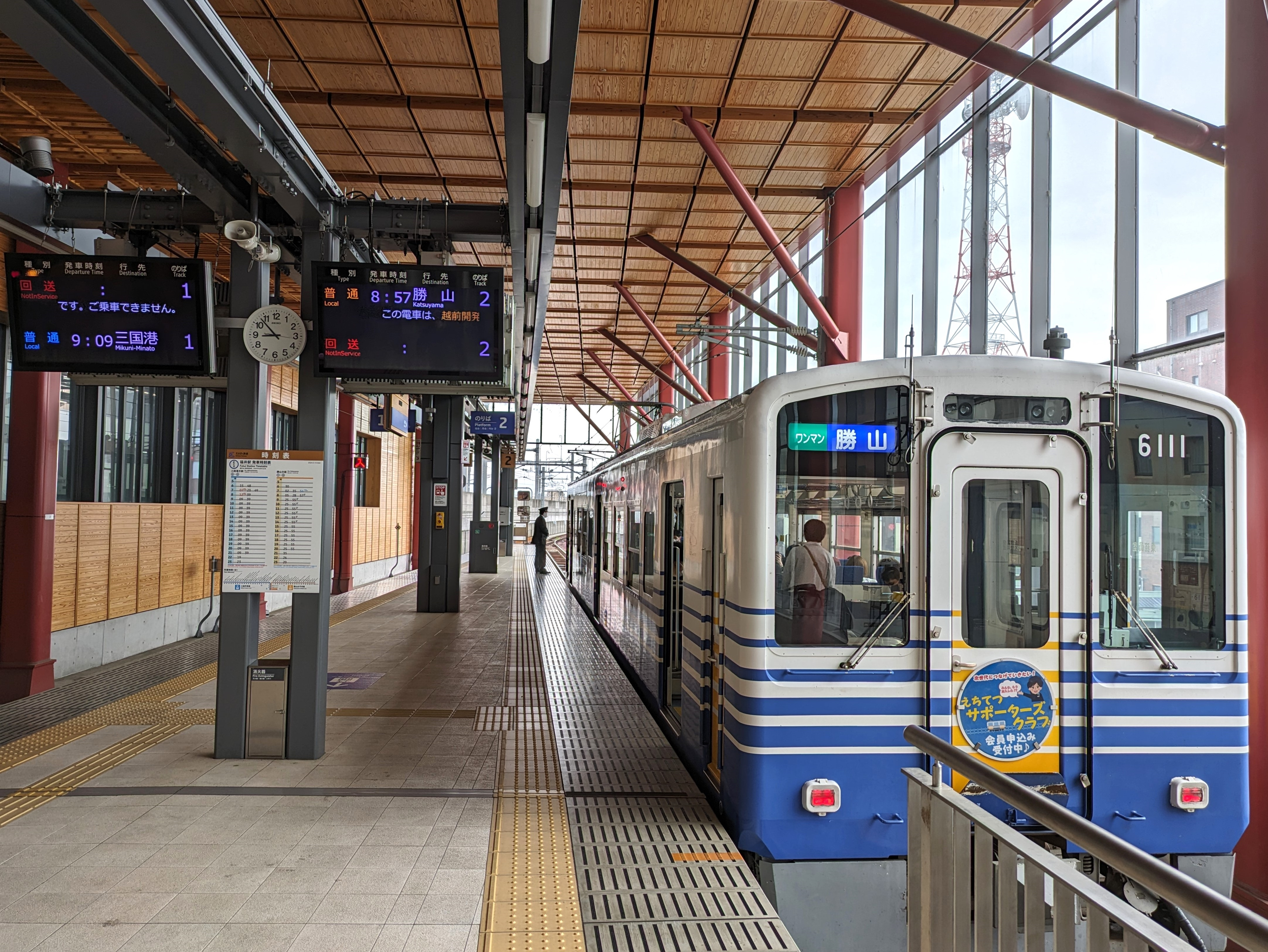
在福井車站停靠的越前鐵道MC6101型電聯車（2024年5月)

越前鐵道股份有限公司（日语：／ Echizen Tetsudō Kabushiki Kaisha */?），簡稱越前鐵道，是一總部設於日本福井縣福井市的第三部門鐵路公司。該公司為了接手原本由京福電氣鐵道所經營的越前本線（今日的勝山永平寺線）與三國蘆原線，因此在2002年時由這兩條路線行經的幾個地方自治體──坂井市、勝山市、福井市、永平寺町與蘆原市的政府單位共同出資成立越前鐵道，以經營相關鐵路的客運業務。

## 歷史
- 2002年9月17日：越前鐵道成立。
- 2003年2月1日：從京福電氣鐵道处接收越前本線與三國蘆原線兩條鐵路線。
- 2003年7月19日：勝山永平寺線福井至永平寺口間、三國蘆原線福井口至西長田間開行特別列車。
- 2003年8月10日：三國蘆原線全線正式再度營運。
- 2003年10月19日：勝山永平寺線全線正式再度營運。
- 2016年3月26日：與福井鐵道福武線作直通運行，開設來往鷲塚針原站及越前武生站間的列車，並為因應福武線使用特低地台電車，將鷲塚針原～田原町間的大部份車站加建可供特低地台電車停靠的月台、及新購入一列特低地台電車。
- 2023年12月5日，越前鐵道宣布調漲勝山永平寺線及三國蘆原線的票價，為該公司自2003年正式營運以來首度調漲價，並於2024年3月16日實施[1][2][3][4][5]。
- 2024年9月，越前鐵道宣布於10月11日引入以ICOCA為主導的交通系IC卡全國通用服務[6][7][8][9]。

## 路線

越前鐵道路線圖

| 中文線名     | 日文線名 | 起點         | 終點          | 距離（公里） |
| ------------ | -------- | ------------ | ------------- | ------------ |
| 勝山永平寺線 |          | 福井（E1）   | 勝山（E23）   | 27.8         |
| 三國蘆原線   |          | 福井口（E3） | 三國港（E44） | 25.2         |

## 外部連結
- 越前鐵道官方網站 （页面存档备份，存于）（日語）